# Visp, Valais

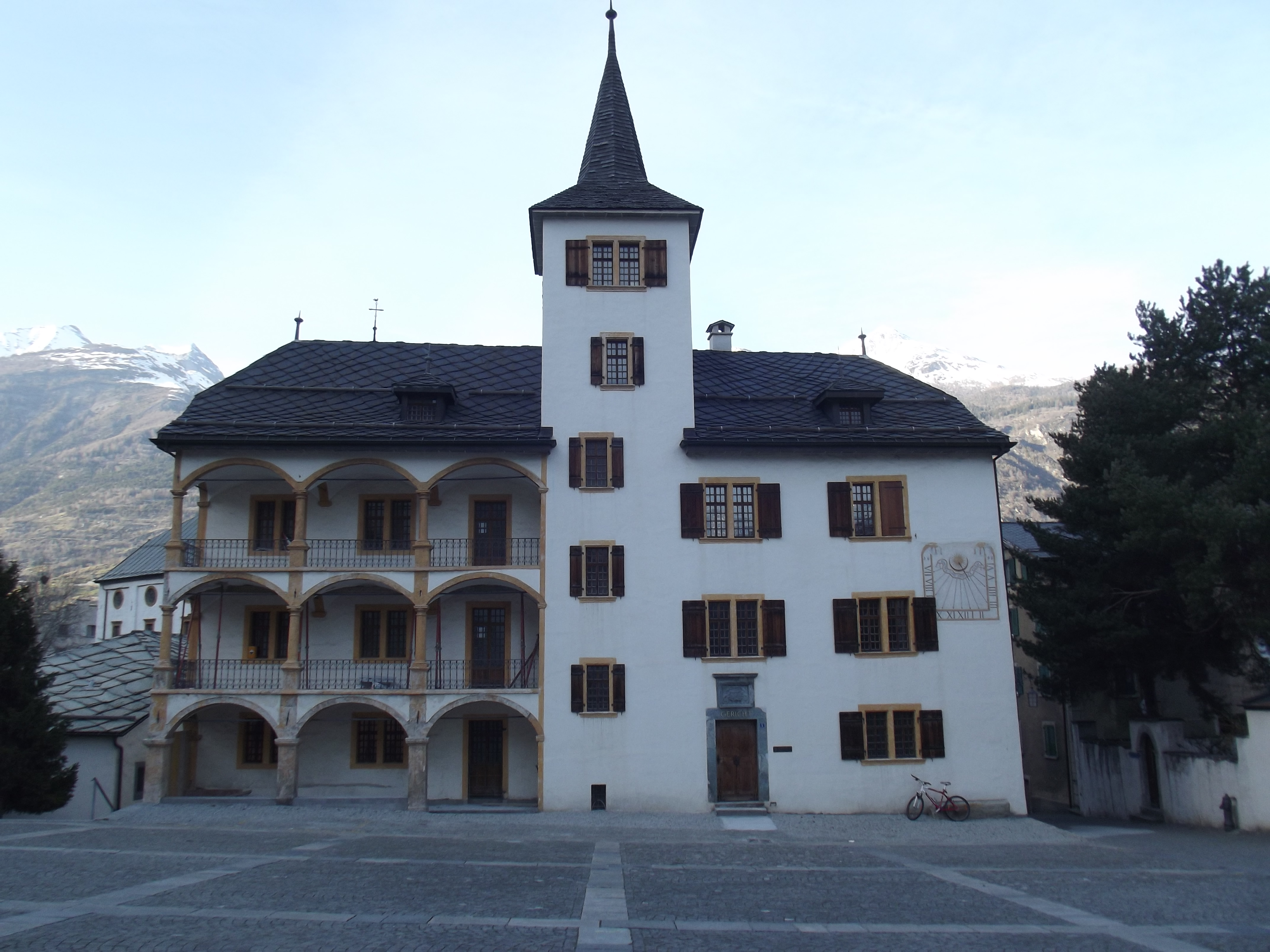
Stadshuset i Visp.

Visp (tyskt uttal: [fɪʃp], walsertyska: Fischp, franska: Viège) är en stad och kommun i distriktet Visp i kantonen Valais i Schweiz. Kommunen har 8 483 invånare (2023). Visp är huvudort i distriktet med samma namn.

## Geografi
Staden är belägen i Rhônedalen vid sammanflödet av floderna Vispa och Rhône. Söderut från staden sträcker sig Vispertal. Visp ligger cirka 9 kilometer väster om Brig-Glis samt cirka 41 kilometer öster om kantonhuvudorten Sion.
Visp har en yta om 13,20 km². Av denna areal används 1,69 km² (12,8 %) för jordbruksändamål och 7,72 km² (58,5 %) utgörs av skogsmark. Av resten utgörs 3,36 km² (25,5 %) av bostäder och infrastruktur, medan 0,42 km² (3,2 %) är impediment.

## Demografi
Kommunen Visp har 8 483 invånare (2023). En majoritet (89,7 %) av invånarna är tyskspråkiga (2014). 78,2 % är katoliker, 6,3 % är reformert kristna och 15,6 % tillhör en annan trosinriktning eller saknar en religiös tillhörighet (2014).
| Befolkningsutvecklingen i Visp 1850–2020 | Befolkningsutvecklingen i Visp 1850–2020 | Befolkningsutvecklingen i Visp 1850–2020 | Befolkningsutvecklingen i Visp 1850–2020 | Befolkningsutvecklingen i Visp 1850–2020 |
| ---------------------------------------- | ---------------------------------------- | ---------------------------------------- | ---------------------------------------- | ---------------------------------------- |
|                                          |                                          |                                          |                                          |                                          |
| År                                       |                                          |                                          | Folkmängd                                |                                          |
| 1850                                     | 1850                                     |                                          | 702                                      |                                          |
| 1860                                     | 1860                                     |                                          | 832                                      |                                          |
| 1870                                     | 1870                                     |                                          | 911                                      |                                          |
| 1880                                     | 1880                                     |                                          | 989                                      |                                          |
| 1888                                     | 1888                                     |                                          | 1 014                                    |                                          |
| 1900                                     | 1900                                     |                                          | 1 147                                    |                                          |
| 1910                                     | 1910                                     |                                          | 1 626                                    |                                          |
| 1920                                     | 1920                                     |                                          | 1 902                                    |                                          |
| 1930                                     | 1930                                     |                                          | 2 321                                    |                                          |
| 1941                                     | 1941                                     |                                          | 2 664                                    |                                          |
| 1950                                     | 1950                                     |                                          | 3 175                                    |                                          |
| 1960                                     | 1960                                     |                                          | 4 092                                    |                                          |
| 1970                                     | 1970                                     |                                          | 5 698                                    |                                          |
| 1980                                     | 1980                                     |                                          | 6 383                                    |                                          |
| 1990                                     | 1990                                     |                                          | 6 234                                    |                                          |
| 2000                                     | 2000                                     |                                          | 6 550                                    |                                          |
| 2010                                     | 2010                                     |                                          | 6 998                                    |                                          |
| 2020                                     | 2020                                     |                                          | 8 060                                    |                                          |
|                                          |                                          |                                          |                                          |                                          |

## Kända personer från Visp
- Sepp Blatter, tidigare FIFA-president, är född och uppvuxen i Visp.[8]

## Industrier
Kemi- och läkemedelsföretaget Lonza, som tillverkar den aktiva substansen i läkemedelföretaget Modernas vaccin mot covid-19 mRNA-1273, har en anläggning i Visp. Anläggningen har tre produktionslinjer för vaccinet, som producerar substans till 100 miljoner vaccindoser per produktionslinje och år.